# Пожуда
Пожуда је веома јака жеља или, у неким случајевима, страст за нечим. Након добијања жељеног објекта или нечег другог, испуњава се емоција. Јавља се и у ситуацијама када желимо велике количине нечега чега већ имамо и тада се претвара у похлепу. Може се јављати пожуда за новцем, моћи, љубави, сексом или неким другим стварима.

## У религији

### Абрахамске религије

#### Јудаизам
У јудаизму, све зле склоности и пожуде тела карактерише јецер хара (хебрејски, יצר הרע, зла склоност). Јецер хара није демонска сила; пре је то човекова злоупотреба ствари које су физичком телу потребне да преживи, и често је у супротности са јецер хатовом (хебрејски, יצר הטוב, позитивна жеља).
Јецер хара се често поистовећује са Сатаном и анђелом смрти, и понекад постоји тенденција да се јецеру да личност и одвојена активност. Јер јецер, као и Сатана, заводи човека у овом свету и сведочи против њега у будућем свету. Јецер се, међутим, јасно разликује од Сатане, а у другим приликама је направљен тачно паралелним са грехом. Тора се сматра великим противотровом против ове силе. Мада, као и све ствари које је Бог створио, језер хара (зла склоност) може се изманипулисати у чињењу добра: јер без ње, човек се никада не би оженио, родио дете, саградио кућу или се бавио трговином.

#### Хришћанство

##### Нови завет
У многим преводима Новог завета, реч „пожуда“ преводи коинску грчку реч  ἐπιθυμέω (epithūméō), посебно у Матеју 5:27-28:
Чули сте да је речено од старих времена: Не чини прељубу; А ја вам кажем да сваки који погледа на жену са пожудом (ἐπιθυμέω) за њом, већ је учинио прељубу с њом у срцу свом.

##### Католицизам
Према Католичкој енциклопедији, хришћанско срце је пожудно када се „венерична сатисфакција тражи или ван брака или, у сваком случају, на начин који је супротан законима који регулишу брачне односе“. Папа Јован Павле II је рекао да пожуда обезвређује вечну привлачност мушкарца и жене, сводећи лично богатство супротног пола на предмет за задовољење сексуалности.
Латински за екстраваганцију (латински: luxuria) користио је свети Јероним да преведе разне библијске грехе, укључујући пијанство и сексуалну прекомерност. Григорије Велики је ставио luxuria као један од седам смртних грехова (често се сматра најмањим од седам смртних грехова), сужавајући њен обим на неуређену жељу, и у том смислу је средњи век углавном узимао luxuria, (иако је старофранцуски сродник усвојен у енглеском као луксуз без свог сексуалног значења до 14. века).
У романичкој уметности, персонификована Луксурија је углавном женствена, често представљена сиреном или голом женом са грудима које уједа змија. Пруденције је у свом делу Psychomachia или 'Битка душе' писао је
Луксузна, раскошна њена уништена слава, распуштена коса, дивље очи, њен глас умирући пад, изгубљена у одушевљењу...
За Дантеа, Луксурија је била и први од кругова инконтиненције (или угађања себи) на силаску у пакао и последњи од венаца планине Чистилиште, који је представљао претерану (поремећену) љубав појединаца; док је за Едмунда Спенсера, luxuria је била синоним за моћ жеље.
За Грегорија и касније томисте, „ћерке“ (нуспроизводи) Луксурије укључивале су ментално слепило, самољубље, журбу и претерану везаност за садашњост. Маријана Дашвуд је виђена као оличење таквих карактеристика за касније доба – као ћерка Луксурије.

##### Протестантизам
Евангелиста Мелвин Тинкер каже да: „Принцип је јасан, зар не, 'Не чини прељубу'? Како то фарисеј поступа према методи минималних захтева?” Он каже: 'Секс ван брака је за нас у реду јер нико од нас није стварно ожењен. Не спавам са женом другог мушкарца, тако да то није прељуба, она је моја девојка. Или такође није прељуба јер „Нисам имао секс са том женом.” да цитирам изјаву председника Клинтона у саги о Моники Левински. Тако да он може да злоупотреби своју позицију председника петљајући се са девојком која је једва млађа од његове ћерке, може да се упусти у све врсте сексуалних активности са њом, али зато што он технички нема сношај, може да подигне руке и каже: 'Нисам имао секс са том женом.' То говори фарисеј.
„Али максимални метод примене каже, прељуба се не дешава само када имате сексуални однос, већ се дешава у вашем срцу. Међутим, погрешан превод је у овом тренутку несрећан. На грчком пише: 'Ако неко погледа жену зарад пожуде, већ је учинио прељубу с њом у свом срцу.' То је битна разлика. Морам то да истакнем јер су сексуално узбуђење, сексуални интерес, сексуална привлачност битни за наставак људске врсте... Ради се о тражењу у циљу пожуде. Стриптиз емисија, прљави филм или видео, интернет порнографија. То постаје прави проблем... А ако вам ово представља тешкоћу, онда разговарајте са неким о томе у поверењу. Видите, намера је да погледате да бисте имали то узбуђење које Исус има на видику.”

#### Ислам
У исламу, пожуда се сматра једним од примитивних стања сопства, које се назива нафс. У суфијској психологији, према Роберту Фрагеру, нафс је аспект психе који почиње као наш најгори противник, али се може развити у непроцењиво оруђе.
У Курану постоји одломак када Зулејха признаје да је настојала да заведе пророка Јосифа (арапски: Јусуф), а затим каже: „А ипак не тврдим да је моја душа била невина – сигурно душа човека [нафс] подстиче на зло – осим што се мој Господ смиловао; заиста, мој Господ је свеопраштајући и самилостан.” (Куран 12:53). Ал-Газали је у својим главним делима Ihya' Ulum al-Din (Оживљавање религијских наука) изјавио да је нафс у овом одломку најниже стање душе, названо нафс ел-амара (зла душа); док су друга стања душе нафс ел-мулхама (испитујућа душа), нафс ал-лавама (душа која самооптужује) и нафс ел-мутмајна (задовољна душа).
Муслимани се охрабрују да превазиђу своје ниске инстинкте, а намерни похотљиви погледи су забрањени. Пожудне мисли су непожељне, јер су први корак ка прељуби, силовању и другим антисоцијалним понашањима. Пророк Мухамед је такође нагласио величину „другог погледа“, јер док први поглед ка привлачном припаднику супротног пола може бити само случајан или посматрачки, други поглед може бити та капија у пожудно размишљање.